# Folledo
Folledo (Foḷḷéu en leonés) es una localidad española, perteneciente al municipio de La Pola de Gordón, en la provincia de León y la comarca de la Montaña Central, en la Comunidad Autónoma de Castilla y León. 
Está situado sobre el arroyo de Folledo, afluente del río Casares.
Los terrenos de Folledo limitan con los de Viadangos de Arbas, Poladura de la Tercia y San Martín de la Tercia al norte, Rodiezmo de la Tercia, Ventosilla de la Tercia y Villamanín al noreste, Villasimpliz, Buiza, La Vid de Gordón, Ciñera y Santa Lucía de Gordón al este, Vega de Gordón, La Pola de Gordón y Beberino al sureste, Cabornera al sur, Paradilla de Gordón al suroeste, Geras y Aralla de Luna al oeste y Cubillas de Arbas y Casares de Arbas al noroeste.
Folledo se encuentra ubicado dentro de la Reserva de la Biosfera del Alto Bernesga, declarada como tal el 29 de junio de 2005.
Los orígenes de Folledo se remontan al año 905 donde ya se menciona en la donación que realiza Alfonso III a la Catedral de San Salvador de Oviedo.
En 1914 Ramón Menéndez Pidal concibió la idea de crear un Atlas Lingüístico de la península ibérica (ALPI). La mayor parte de los trabajos de encuesta se realizaron entre 1931-1935, pero con el comienzo de la guerra se interrumpieron y se retomaron en 1947 finalizándose en 1957. Uno de los lugares elegidos para este estudio fue Folledo, donde se observó en esa época una forma dialectal plena vigente. En Folledo se hablaba el dialecto central asturianoleonés, claramente diferenciado del castellano en su morfosintaxis y fonética. Actualmente está en desuso debido a la despoblación.
En 2023 está prevista la inauguración de la variante de Pajares que unirá por ferrocarril de alta velocidad León y Asturias y que incluye 25 km de túnel ferroviario. Esta variante discurre por el término municipal de Folledo.